# Walter Dornberger
Walter Robert Dornberger (ur. 6 września 1895 w Gießen, zm. 27 czerwca 1980 w Sasbach) – niemiecki generał brygady, „ojciec” programu rakietowego III Rzeszy, doktor i inżynier, uczestnik I i II wojny światowej, komendant wojskowy ośrodka badań rakietowych w Peenemünde i szef rozwoju broni rakietowej Wehrmachtu, twórca wyrzutni rakietowej Nebelwerfer. Po wojnie pracował w USA, głównie dla firmy Bell Aircraft Corporation.

## I wojna światowa
Kariera wojskowa Dornbergera rozpoczęła się 7 sierpnia 1914, gdy zaciągnął się do armii. Wkrótce został fahnenjunkerem w 3. regimencie artylerii piechoty (Fußartillerie-Regiment General-Feldzeugmeister (Brandenburgisches) Nr. 3). Rok później, 3 lipca, został dowódcą plutonu i baterii w tej samej jednostce. Między 24 sierpnia a 20 września 1915 został oddelegowany na kurs artyleryjski. 27 lipca 1918 został adiutantem w 26. batalionie artylerii piechoty. Trafił do francuskiej niewoli, schwytany przez żołnierzy amerykańskich, 3 października 1918, którą to opuścił 20 marca 1920 roku. Spędził ją głównie w izolatkach za wielokrotne próby ucieczki.

## Międzywojnie
Kilka dni po powrocie z niewoli, 26 marca 1920 został przeniesiony do 10. pułku artylerii Reichswehry. W latach 1920–1930 głównie się kształcił:
- między 4 października a 22 grudnia 1920 dokształcał się na kursie artyleryjskim w Jüterborgu; w międzyczasie, 4 grudnia, zmieniono mu przydział na baterię obserwacyjną 6. pułku piechoty
- na przełomie stycznia i lutego (17 stycznia – 13 lutego) oddelegowany na treningi sportowe
- 28 września – 8 listopada 1924 – kurs artyleryjski w Pomiarowej Służbie Armijnej
- 1 kwietnia 1926 rozpoczął studia inżynieryjne z mechaniki w Wyższej Szkole Technicznej w Charlottenburgu, którą ukończył z wyróżnieniem 30 grudnia 1930 z tytułem dyplomowanego inżyniera.

1 kwietnia 1931 został przeniesiony do działu balistyki i amunicji (WaRw 1) departamentu uzbrojenia armii jako asystent kapitana Rittera von Horstiga. Dział ten zajmował się rozwojem rakiet na paliwo ciekłe do zastosowań wojskowych. W lipcu 1931, w randze kapitana, objął dowodzenie nad stacją badawczą w Kummersdorfie, gdzie biuro uzbrojenia armii niemieckiej formalnie zawiązało program rozwoju broni rakietowej.
Wiosną 1932, wraz ze swoim dowódcą kapitanem von Horstigem, i pułkownikiem Emilem Beckerem, odwiedził poligon rakietowy Towarzystwa Podróży Kosmicznych. Wojsko zgodziło się sfinansować demonstracyjny lot rakiety Towarzystwa. Jednak próba z 21 grudnia 1932 w Kummersdorfie, którą Dornberger obserwował, nie powiodła się. Wojsko podtrzymało możliwość finansowania prac nad rakietami, ale pod warunkiem całkowitej kontroli programu. Współzałożyciel Towarzystwa Rudolf Nebel nie zgodził się na to, ale Wernher von Braun i inni przystali na warunki Reichswehry. Zespół trafił do projektu, którego kierowanie powierzono Dornbergerowi.
11 sierpnia 1934 został dowódcą szwadronu w 4. batalionie transportowym, ale już 1 października mianowano go dowódcą ćwiczebnej baterii rakietowej w batalionie artylerii w Königsbürcku.
5 marca 1935 otrzymał honorowy tytuł doktora techniki wojskowej Uniwersytetu Technicznego w Berlinie. A 15 października tego samego roku został dowódcą baterii w 1. batalionie Nebel (dymnym).
1 lutego 1936 ponownie trafił do departamentu uzbrojenia armii, ale do komórki WaPrw1.

## Peenemünde
24 lipca 1936 został szefem działu WaPrüf 11 w tymże departamencie, stając się odpowiedzialnym za eksperymenty w ośrodku badań rakietowych w Peenemünde. W maju 1937 objął dowodzenie nad ośrodkiem. Przeniósł się tam z 90 osobami personelu z Kummersdorfu. Walter Thiel, główny niemiecki konstruktor silników rakietowych, wraz z pięcioma osobami, pozostali w Kummersdorfie do 1940 roku, gdy w Peenemünde zakończono budowę stanowisk testowych.
Z Thielem chciał konkurować na polu rozwoju myśliwców z napędem rakietowym. Jednak po testach obu konstrukcji w lipcu 1938 (He-176 z silnikiem Thiela i He-122 z silnikiem zespołu Dornbergera), w których samolot z silnikiem Dornbergera uległ wypadkowi, porzucił ten „pojedynek” i jego zespół skupił się na pracach nad rakietą A4 i pociskami balistycznymi.
W momencie wybuchu II wojny światowej był podpułkownikiem i odpowiedzialnym za rozwój broni rakietowej. 11 maja 1943, pozostając szefem WaPrüf 11, został też dowódcą całego ośrodka w Peenemünde, oznaczanego wtedy jako „Heimat Artillerie Park 11”.
We wrześniu 1942 powierzono mu dwa stanowiska: koordynatora programu bomb latających V-1 i rozwoju rakiet V-2, w tym działań operacyjnych. Pierwszy udany lot V-2 odbył się 3 października 1942. 

„Dzień 3 października 1942 to początek nowej ery w transporcie – podróży kosmicznych...”

28 maja 1943 awansowany do stopnia generała brygady.
Rano 7 lipca 1943 dr Ernst Steinhoff, von Braun i Dornberger polecieli samolotem He 111 na spotkanie z Hitlerem w jego Wilczym Szańcu. Pokazali mu film z udanego wystrzelenia V-2, który komentował Von Braun, a także modele bunkru i pojazdów-nosicieli rakiet, co jednak nie wywołało entuzjazmu przywódcy III Rzeszy, za co rok później – na ostatnim swoim spotkaniu z Dornbergerem 9 lipca 1944 – miał, przy świadkach, przepraszać:

„W całym moim życiu jestem winien przeprosiny tylko dwóm osobom. Pierwszą jest marszałek polowy von Brauchitsch. Nie słuchałem go,
gdy wielokrotnie powtarzał mi jak istotne są twoje badania. Drugą osobą jesteś ty sam. Nigdy nie wierzyłem, że twój wysiłek może się opłacić.”

1 września tego samego roku otrzymał funkcję dowódcy artylerii 191, formalnie odpowiedzialnym za rozwój rakiet V-2. Nadzorował opracowywanie rakiet V-2 i był adwokatem programu V-2 w armii III Rzeszy. Wielokrotnie spierał się ze Speerem i Degenkolbem o środki na rozwój programu i na dopuszczenie rakiet do walki.
1 stycznia 1944 mianowany zostaje starszym dowódcą artylerii 191 (Higher Artillery Commander 191) i komisarzem ds. specjalnych, bezpośrednio odpowiedzialnym przed generałem-pułkownikiem (generałem armii) Friedrichem Frommem, dowódcą Armii Rezerwy. Jego sztab mieści się wówczas w Maisons-Laffitte.
Po zamachu na Hitlera w lipcu 1944, Heinrich Himmler przejął stanowisko Fromma, w rezultacie czego Peenemünde przejęło SS. Dornberger został 8 sierpnia 1944 odwołany ze stanowiska dowódcy ośrodka i oddelegowany do ćwiczeń personelu rakietowego. Odwołano także wszystkich przełożonych pochodzących z Wermachtu, a ich miejsce zajęli oficerowie SS. Himmler mianował dowódcą ośrodka obergruppenführera Hansa Kammlera.
Od 1 października 1944 piastuje stanowisko inspekteur der raketentruppen. W międzyczasie zastępca dowódcy Armii Rezerwy, Hans Jüttner, porządkuje podział obowiązków w programie rakiet A-4. Kammler miał być odpowiedzialny za działania operacyjne i mieć kontrolę nad całością programu, a Dornberger, jako komisarz ds. specjalnych, miał być zastępcą Kammlera i właśnie inspektorem wojsk rakietowych – odpowiadał za formowanie i trening wojsk rakietowych oraz za logistykę i aspekty techniczne programu A-4 (V-2).
W grudniu 1944 Dornberger został zarządzającym rozwojem rakietowej broni przeciwlotniczej (Flak E Flugabwehrkanonenentwicklung), a 12 stycznia 1945 Albert Speer, by usunąć Dornbergera ze strefy wpływu SS, mianował go kierownikiem jednego z biur (Arbeitstab) ministerstwa amunicji. Komórka ta miała szybko opracować nowe bronie rakietowe, kierowane pociski ziemia-powietrze i powietrze-powietrze, aby złamać przewagę powietrzną aliantów. Jednak już miesiąc później, 6 lutego, Kammler, dzięki wsparciu marszałka Göringa przejął dowództwo nad rozwojem i produkcją wszystkich rakiet przeciwlotniczych i pocisków kierowanych, i tym samym Dornberg trafił z powrotem pod jego rozkazy. W międzyczasie Dornberger musiał przenieść sztab ze Schwedt/Oder do Bad Sachsa. Tam porzucił swoje dokumenty, które zostały jednak później odzyskane przez 332. pułk inżynieryjny.
Wobec zbliżającego się frontu, 3 kwietnia 1945 Kammler rozkazał Dornbergerowi ewakuację w okolice Oberammergau (dolne Alpy), wraz z ok. 450 osobami z Peenemünde, pod eskortą Służby Bezpieczeństwa Reichsführera SS. Dornberger, wraz z von Braunem i pozostałym personelem, ostatnie dni wojny spędził w Oberjoch, koło Bad Hindelang
Dornberger i jego personel poddał się amerykańskiej 44. Dywizji Piechoty 2/3 maja 1945 w Reutte (Austria).

## Po wojnie
W połowie sierpnia 1945, po wzięciu udziału w operacji „Backfire”, został przetransportowany z Cuxhaven do Londynu, gdzie stanął przed sądem jak zbrodniarz wojenny za wystrzeliwanie rakiet V-2 na Londyn i wykorzystywanie więźniów do niewolniczej pracy. Utrzymywał, że to Kammler wydawał takie rozkazy.
Od 1946 do 1947 był brytyjskim jeńcem wojennym (numer B33410). Między 9 stycznia 1946 a 9 lipca 1947 przetrzymywanym w Island Farm Special Camp 11, a wcześniej w Camp 1. Według brytyjskich żołnierzy był bardzo nielubianym więźniem. Najczęściej nie opuszczał baraków. Często przebywał pod eskortą nawet 3 żołnierzy w obawie przed atakami współwięźniów.
9 lipca 1947 przetransportowany do London District Cage, a później tamże przekazany władzom amerykańskim w ramach operacji Spinacz.
Między 1947 a 1950 pracował dla Sił Powietrznych Stanów Zjednoczonych. Od roku 1950 pracował dla departamentu obrony przy opracowywaniu pocisków balistycznych. Pracował także dla Bell Aircraft Co. (zostając w końcu wiceprezesem), przy projekcie BOMI i GAM-63 Rascal, i dla NASA, przy projekcie Dyna-Soar i X-15. Niektóre jego pomysły wykorzystano też przy budowie wahadłowców kosmicznych. W 1954 opublikował wspomnienia z czasów wojny. Odszedł na emeryturę w 1965 roku. Przez jakiś czas mieszkał w Meksyku, potem powrócił do Niemiec, gdzie zmarł w 1980 roku.

## Awanse
- 30 czerwca 1915 – Offiziersstellvertreter, odpowiednik polskiego chorążego
- 3 lipca 1915 – podporucznik, bez przywilejów oficerskich
- 19 grudnia 1915 – podporucznik, z przywilejami
- 3 lipca 1925 – porucznik
- 1 marca 1930 – kapitan
- 1 listopada 1935 – major
- 1 czerwca 1938 – podpułkownik
- 1 sierpnia 1940 – pułkownik
- 28 maja 1943 – generał brygady

## Odznaczenia
- Krzyż Rycerski Wojennego Krzyża Zasługi z mieczami, 29 października 1944
- Czarna Odznaka za Rany, w trakcie I wojny światowej
- Krzyż Żelazny, I i II klasy, w trakcie I wojny światowej
- Krzyż Zasługi Wojennej I klasy z mieczami i II klasy z mieczami
- Odznaka honorowa Wielkiego Księcia Hesji za odwagę
- Order Białego Orła Wielkiego Księstwa Saksonii-Weimaru-Eisenach, kawaler II klasy z mieczami
- Odznaka honorowa kombatantów 1914-1918
- Odznaka za Służbę Wojskową I klasy (25 lat służby)
- Odznaka za Służbę Wojskową III klasy (12 lat służby)